# رانینگ
رانینگ (به آلمانی: Raning) یک منطقهٔ مسکونی در اتریش است که در زودوست‌اشتایرمارک واقع شده‌است. رانینگ ۸٫۲ کیلومتر مربع مساحت دارد ۲۷۳ متر بالاتر از سطح دریا واقع شده‌است.